# He said love
He said love is een lied geschreven door John Lees voor het album Face to face van Barclay James Harvest.
Lees gaf aan de fanclub van BJH aan dat dit een zeer persoonlijk en religieus lied is. BJH heeft die laatste categorie wel meer songs de wereld in geschreven, maar Lees constateerde dat He said love daar toch nog bovenuit stak. De vrouw van Lees had na de komst van hun dochter enkele miskramen. Bovendien leek het erop dat ze kanker had en dat het kind middels een operatie ter wereld zou moeten komen. Lees voelde zich ellendig en besloot zich verder te verdiepen in het christelijk geloof. He uit de titel verwijst naar Jezus (“He once was a man who was born to be a king”).
Of het daadwerkelijk geholpen heeft, is natuurlijk onbekend, maar zijn zoontje kwam via een natuurlijke bevalling, de kanker bleek een misdiagnose.
Er werd gekozen voor dit lied van genoemd album mede door de nadering van Kerstmis, toch al een religieuze periode. Het werd daartoe ingekort (4:14 op single en 5:01 op elpee) vinylsingle. Met B-kant On the wings of love werd het in november 1986 op de markt gebracht. Thema en tijdstip bleken onbelangrijk voor wat betreft de verkoopcijfers; het kwam nergens tot een hitnotering, behalve in Frankrijk met een schamele een week notering op plaats 92.
Ook de opvolger van He said love, Panic verkocht matig.